# Android Cupcake
Android Cupcake (verze 1.5) je třetí verze systému Android vyvinutého společností Google, hlavní verze platformy, kterou lze nasadit do Mobilních telefonů se systémem Android počínaje dubnem 2009, která již není podporována. Vydání obsahovalo nové funkce pro uživatele a vývojáře a také změny v rozhraní API pro Android. Pro vývojáře byla platforma Android 1.5 dostupná jako součást ke stažení pro Android SDK.
Android 1.5 Cupcake zahrnoval nové funkce, jako je Klávesnice na obrazovce a podpora Bluetooth, jakož i vylepšení stávajících funkcí, jako jsou změny v uživatelském rozhraní pro správu aplikací a několik aplikací Google.